# Schwarzgesaumter Schmalbock

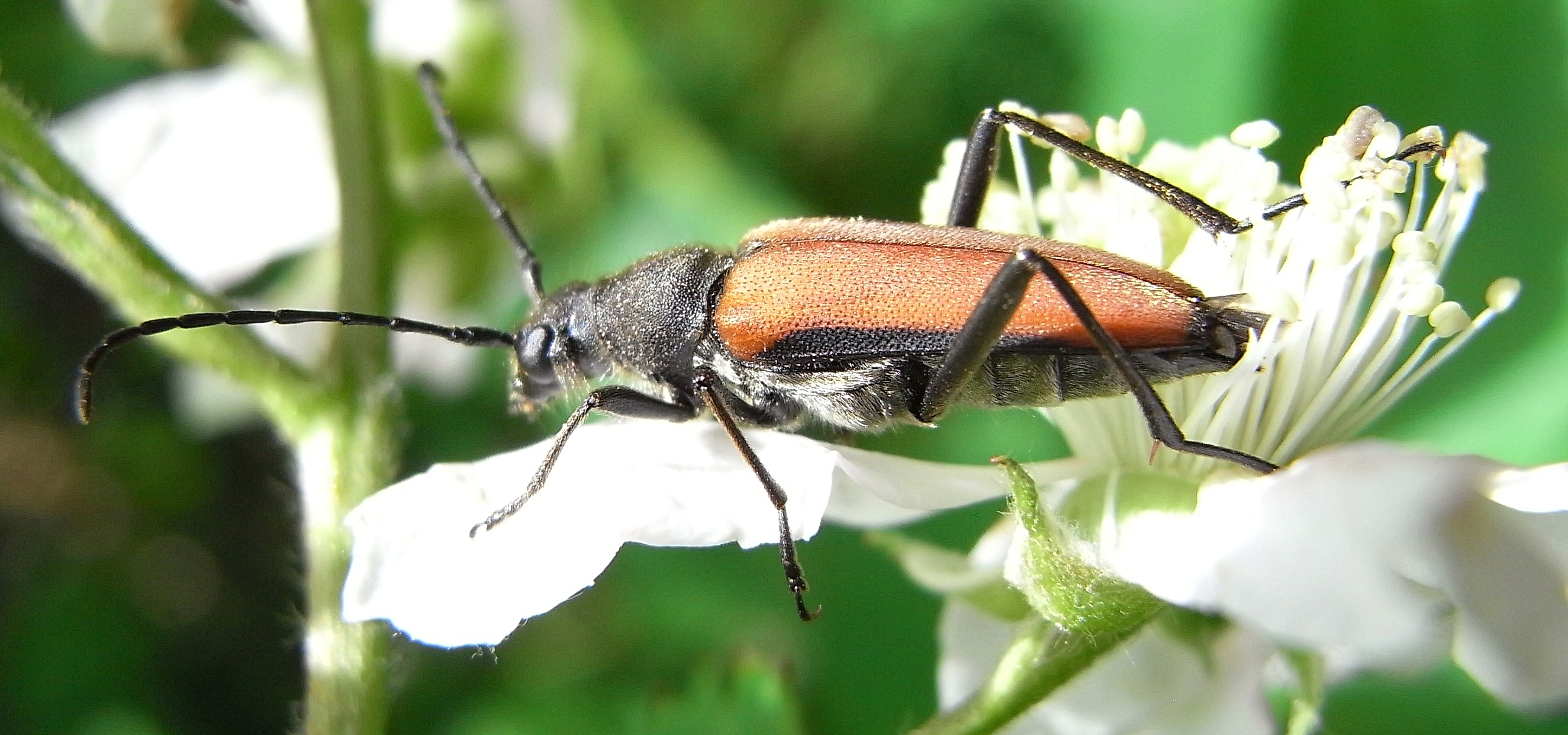
Seitenansicht (Weibchen)

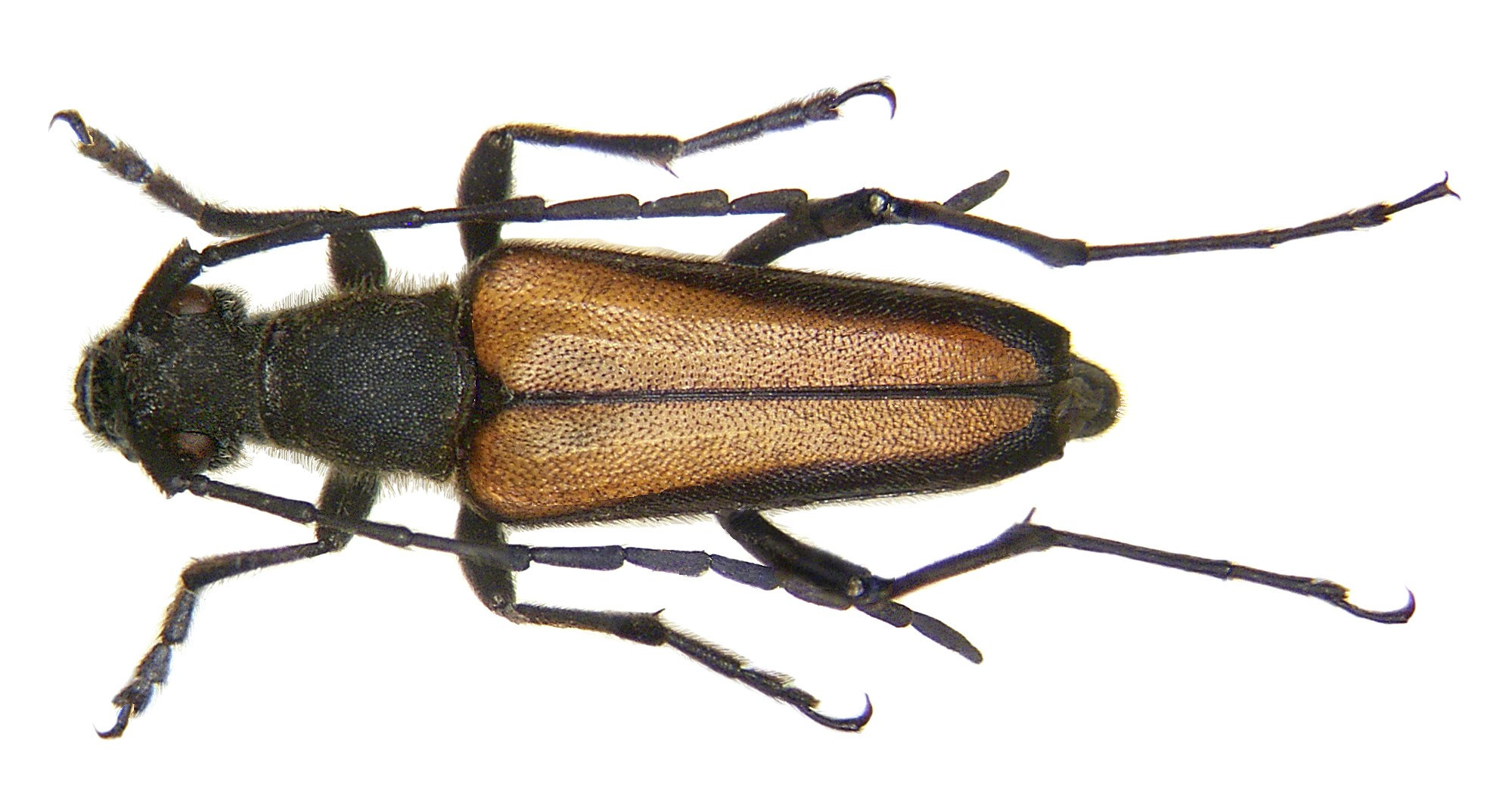
Aufsicht (Männchen)

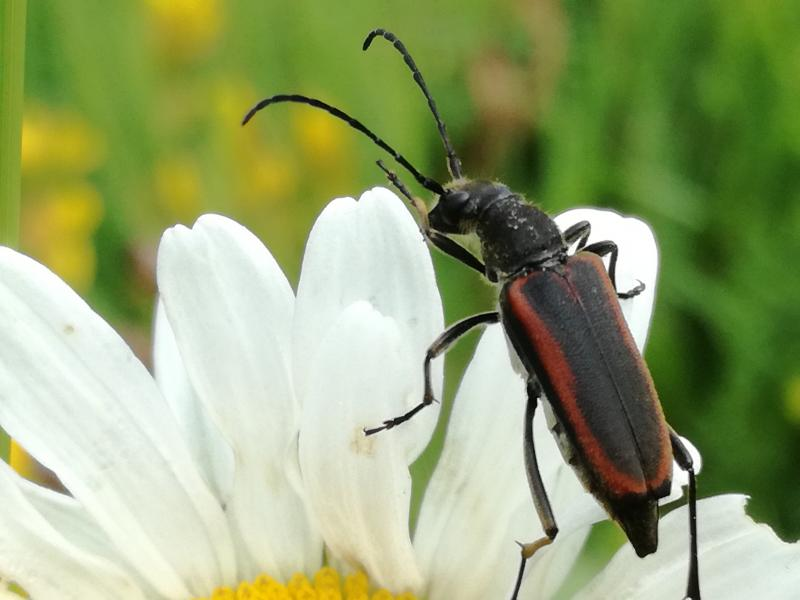
Farbvariante (Weibchen)

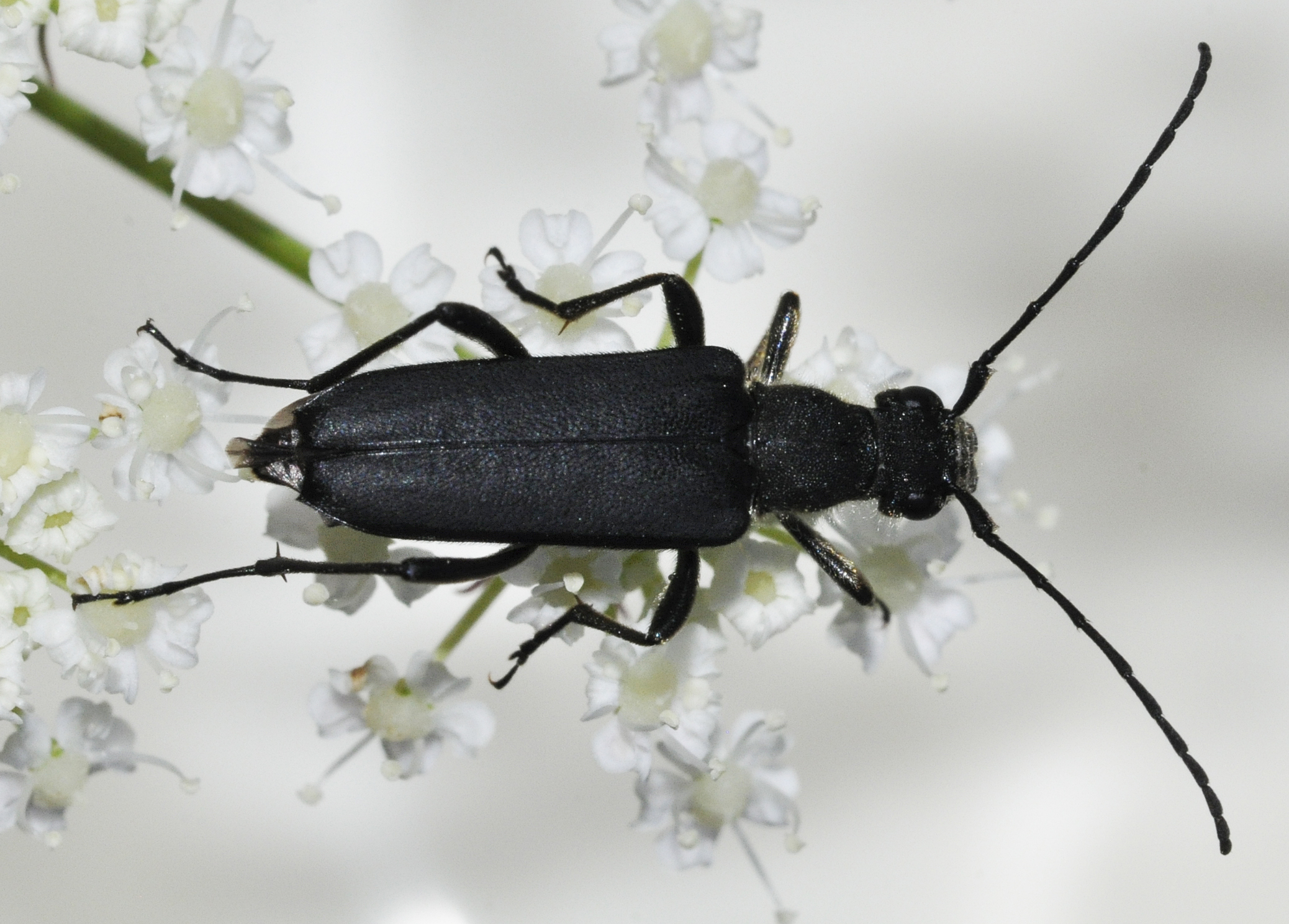
Schwarze Form (Männchen)

Der Schwarzgesaumte Schmalbock oder Schwarzrandiger Schmalbock (Anastrangalia dubia, veraltet Leptura dubia) ist ein Käfer aus der Familie der Bockkäfer und der Unterfamilie Lepturinae. Er gehört zu den vielen ähnlichen kleinen Bockkäferarten, die früher in der Gattung Leptura zusammengefasst wurden. Die einzelnen Exemplare variieren stark in ihrem Aussehen.
Die Art wird in den Roten Listen der Länder Sachsen-Anhalt und Thüringen als ausgestorben oder verschollen, im Land Sachsen als stark gefährdet geführt.

## Bemerkungen zum Namen und zur Systematik
Der Namensteil "Schmalbock" zeigt die Zugehörigkeit der Art zu den Schmalböcken an, der Namensteil "schwarzgesaumt" oder "schwarzrandig" bezieht sich auf den schwarzen Außenrand der Flügeldecken bei den Männchen. Der Artname dubia (von lat. dūbius, zweifelhaft) spielt darauf an, dass seine Stellung bei der Erstbeschreibung nicht sicher war. Die Art  wurde 1763 von Scopoli erstmals beschrieben und als Leptura dubia in die Gattung Leptura gestellt. Scopoli schreibt hinter der Diagnose der Art: In vere diverse a priore? an proles hybrida Melanurae&Vexillatae? (lat. Unterscheidet sie sich wirklich von der vorgehenden (Art)? Oder ist sie eine Kreuzung von melanura und vexillata?). Die Gattung Anastrangalia (altgr. άνα- ana =verstärkend, hinzukommend zur Gattung Strangalia) wurde erst 1924 durch Casey als neue Untergattung der Gattung Strangalia angehängt. Casey charakterisiert Anastrangalia als zwischen Strangalia und Brachyleptura stehend.  Im Standardwerk Freude-Harde Lohse wird der Name erst im dritten Ergänzungsband von Leptura dubia zu Anastrangalia dubia geändert. Die Gattung Anastrangalia umfasst in Europa vier Arten, weltweit dreizehn Arten.

## Merkmale des Käfers
Der Käfer erreicht eine Länge von neun bis 16 Millimeter. Der Körper und die Fühler sind ganz schwarz.
Der Halsschild ist schmal, seitlich nicht bucklig erweitert. Hinter dem Vorderrand ist er deutlich abgeschnürt. Die Hinterecken sind abgerundet, nicht spitz ausgezogen.
Die Flügeldecken sind beim Männchen gelbbraun mit einem mehr oder weniger breiten schwarzen Seitenstreifen. Auch die Spitze der Flügeldecken und die Flügeldeckennaht sind schwarz. Beim Weibchen sind die Flügeldecken rot mit schwarzer Spitze und Seitenrand, Ganz schwarze Exemplare kommen bei den Weibchen häufiger, bei den Männchen sehr selten vor. Die Flügeldecken sind fein und gleichmäßig punktiert. Sie sind gelb behaart und matt, bei Männchen können sie auch glänzend sein. 
Die Schläfen sind lang und nach hinten backenartig erweitert.
Der glockenförmige Halsschild ist am Vorderrand eingeschnürt und deutlich länger als breit. Im hinteren Teil hat er mittig eine flache Längsfurche.

## Biologie
Die Imagines erscheinen in Mitteleuropa von Juni bis August. Die montan bis subalpin auftretende Art findet man gleichermaßen auf Blüten als auch auf Holz, am häufigsten auf Kahlschlägen mit reicher Kräuterflora. Unter den Blüten werden hauptsächlich Doldenblütler angeflogen, unter den Hölzern werden gefällte Stämme und Holzklafter von Fichten, Tannen und Kiefern bevorzugt.
Die Larve entwickelt sich in Nadelbäumen (Fichten, Tannen und Kiefern). Für die Entwicklung benötigt sie zwei bis drei Jahre. Der adulte Käfer erscheint von Juni bis August.

## Verbreitung
Die Art ist nicht nur in Europa weit verbreitet, sondern auch in Teilen Nordafrikas sowie im Kaukasus und im Nordiran.